# Peter Straub
Peter Francis Straub, född 2 mars 1943 i Milwaukee i Wisconsin, död 4 september 2022 i New York, var en amerikansk romanförfattare som efter akademiska studier i Dublin och London inledde karriären som poet i början av 1970-talet. Genombrottet kom med skräckromanen Gengångare (Ghost Story) från 1979, som filmatiserades 1981 med Fred Astaire i huvudrollen. Straub publicerade ytterligare ett tjugotal böcker, däribland två romaner tillsammans med vännen Stephen King: Talismanen (The Talisman) och Svarta Huset (Black House).

## Svenska översättningar
- Julia (Julia) (översättning Annika Preis, Norstedt, 1977)
- Gengångare (Ghost story) (översättning Astrid Lundgren, Norstedt, 1980)
- Skuggrike (Shadowland) (översättning Astrid Lundgren, Norstedt, 1982)
- Drakens dag (Floating dragon) (översättning Astrid Lundgren, Norstedt, 1984)
- Talismanen (The talisman) (tillsammans med Stephen King) (översättning Lennart Olofsson, Legenda/Norstedt, 1986)
- Koko (Koko) (översättning Staffan Andræ, Norstedt, 1990)
- Gengångare (Ghost story) (översättning Astrid Lundgren, PAN/Norstedt, 1991)
- Skuggrike (Shadowland) (översättning Astrid Lundgren, PAN/Norstedt, 1992)
- Svarta huset (Black house ) (tillsammans med Stephen King) (översättning John-Henri Holmberg, Bra böcker, 2004)